# Racinoa obliquisigna
Racinoa obliquisigna is een vlinder uit de familie van de echte spinners (Bombycidae). De wetenschappelijke naam voor de soort is, als Trilocha obliquisigna, voor het eerst geldig gepubliceerd in 1910 door George Francis Hampson.
De soort komt voor in het Afrotropisch gebied.

## Andere combinaties
- Trilocha obliquisigna Hampson, 1910
- Ocinara obliquisigna (Hampson, 1910)